# Jammin' Me
Jammin 'Me é o primeiro single de Let Me Up (I've Had Enough), um álbum de 1987 de Tom Petty and the Heartbreakers. É co-escrita por Bob Dylan, Tom Petty e Mike Campbell. A canção foi incluída nos álbuns das melhores canções de Petty, Playback and Anthology: Through the Years.

## Antecedentes e letras
Em uma entrevista em novembro de 2003 ao Songfacts, o guitarrista Mike Campbell explicou as origens da música:
Jammin Me" foi interessante porque eu escrevi a faixa e dei para Tom, e ele segurou por um tempo e não fez nada com ela. Então eu acho que ele estava trabalhando com Bob um dia, e eles apareceram com algumas palavras - eu acho que eles estavam pegando palavras em um jornal ou na televisão, e Tom disse: "Oh, eu tenho essa faixa do Mike" e eles inseriram essas palavras na pista. Eu não estava lá quando Bob escreveu as palavras, mas fiquei muito emocionado ao saber que ele havia contribuído. Nós apenas entramos e recriamos a demo.
Na turnê True Confessions entre Tom Petty e Bob Dylan (que mais tarde se tornaram membros do Traveling Wilburys), eles colaboraram nesta faixa que se tornou a música de abertura do álbum. A música é sobre um homem "sobrecarregado pelo volume de 'notícias' desconectadas geradas na era da desinformação" contendo uma "lista de lavanderia"  de celebridades da década de 1980, como Eddie Murphy, Joe Piscopo e Vanessa Redgrave, e "a maçã nos olhos do jovem Steve", referindo-se a Steve Jobs na Apple Inc., entre outros. Isso segue o tema em andamento em todo o álbum de pessoas "que estão sofrendo com ataques da mídia e relacionamentos destruídos", mas têm um forte desejo de sobreviver para entender o mundo. Algumas letras vieram de Dylan e Petty pegando palavras em um jornal e saindo da televisão.
Petty comentou mais tarde que "o verso sobre Eddie Murphy, era tudo Bob [Dylan]. O que me envergonhou um pouco, porque eu lembro de ver Eddie Murphy na TV realmente chateado com isso. Eu não tinha nada contra Eddie Murphy ou Vanessa Redgrave. O que [Dylan] estava falando era sobrecarga de mídia e ser atingido com tantas coisas ao mesmo tempo. E os tempos estavam mudando; não havia mais quatro canais de TV ".

## Liberação e recepção
"Jammin 'Me" foi lançado como o primeiro single de Let Me Up (I've Had Enough) em 1987. Ele alcançou o número 1 na parada de álbuns da Billboard, bem como o número 18 na Billboard Hot 100. Tornou-se o terceiro single de Petty a atingir o número 1 na parada de álbuns do Rock (mais tarde conhecido como Mainstream Rock) e ficou lá por quatro semanas; as músicas anteriores ao topo desta parada foram "The Waiting" em 1981 e "You Got Lucky" em 1982. Os críticos foram geralmente favoráveis ao single, com Allmusic comparando-o com a música dos Rolling Stones "Start Me Up", dizendo "o groove fabuloso é positivamente infeccioso". A Rolling Stone elogiou os "acordes de guitarra crus" de Petty e Campbell e o "piano honky-tonk fills" de Benmont Tench. A música se tornou um padrão nos sets ao vivo de Petty com "resultados surpreendentes", embora não tenha sido tocada com tanta frequência quanto as outras músicas que continuavam mais populares. Quando "Jammin 'Me" foi apresentado durante as impressionantes apresentações múltiplas do Heartbreakers no Fillmore em 1997 e 1999, Petty tocou guitarra, em vez de Campbell. Apesar da alta posição nas paradas, a música não apareceu no pacote 1993 Greatest Hits, mas apareceu nas compilações Playback and Anthology: Through the Years, bem como na coleção póstuma The Best of Everything.

## Pessoal
- Tom Petty - vocal e backing vocal
- Mike Campbell - guitarras principais e rítmicas, baixo, percussão
- Benmont Tench - piano, órgão
- Stan Lynch - bateria, percussão